# Neopurismo
In linguistica, il neopurismo o purismo strutturale è una variante del purismo che promuove le innovazioni della lingua provenienti da altre lingue purché queste siano compatibili o rese tali con le strutture fonosintattiche della lingua d'arrivo. Questo movimento fu ideato e promosso dal linguista Bruno Migliorini negli anni 1930, il quale lo definì la «tendenza ad escludere dalla lingua quelle voci straniere e quei neologismi che siano in contrasto con la struttura della lingua, favorendo, invece, i neologismi necessari e ben foggiati: si tratta di un tentativo di applicazione degli insegnamenti della linguistica a un moderato purismo».
Nella prima metà del '900 la lingua italiana aveva iniziato il processo che la portava da lingua prevalentemente scritta usata da persone di cultura a lingua quotidiana. Essa non era ancora diffusa per molte fasce della popolazione, ma proprio con l'uso quotidiano si sentiva la carenza di alcuni termini presenti invece in altre lingue, quindi si cercò di pensare a delle soluzioni da adottare, avendo come scelta l'uso dei termini italiani anche se letterari, la creazione dei neologismi o calchi stranieri, oppure il prestito di parole straniere. Sul comportamento da tenere di fronte ai forestierismi (all'epoca soprattutto francesi) c'era chi proponeva una linea purista, mentre altri credevano più comodo la loro introduzione, considerata anche elegante.
Il neopurismo quindi si poneva come una via di mezzo tra l'esclusione assoluta di ogni forestierismo e neologismo a favore dell'uso di termini italiani anche se arcaici, e l'inclusione selvaggia di nuove parole. I termini da favorire erano i neologismi, ma questi devono essere in armonia con la lingua italiana e la sua struttura. Ad esempio Bruno Migliorini stesso propose il termine "regista"  calco del termine regisseur, allora usato anche in italiano.
Con il fascismo ci fu una limitazione forzata di forestierismi, e di conseguenza questo all'inizio favorì correnti puriste e neopuriste, ma alla caduta del regime le mise in cattiva luce, nonostante queste si fossero sviluppate indipendentemente dal fascismo e come risposta ai problemi dell'uso della "nuova" lingua nella vita quotidiana al posto dei dialetti. Bruno Migliorini fu tra l'altro il presidente dell'Accademia della Crusca, scrisse molto sulla lingua italiana ed è tuttora ricordato come uno dei più noti linguisti italiani del Novecento.